# Gaston de Pawlowski
Gaston de Pawlowski (Joigny, 14 giugno 1874 – Parigi, 2 febbraio 1933) è stato uno scrittore, inventore e giornalista sportivo francese.

## Biografia

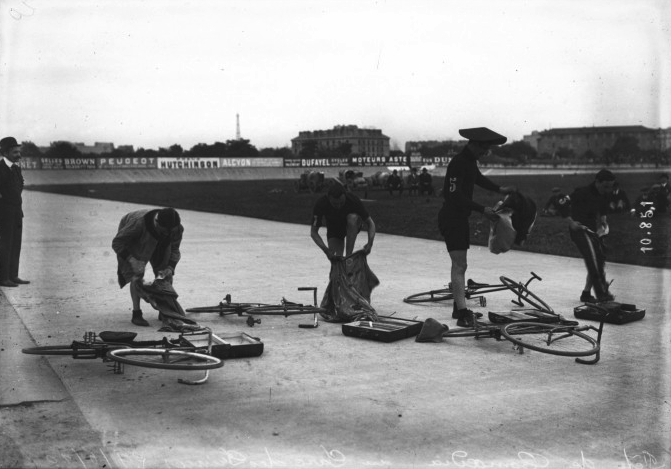
Ciclisti alla festa di Comoedia nel 1910

Gaston William Adam de Pawlowski nacque il 14 giugno 1874 a Joigny dans l'Yonne, in Borgogna, ma trascorse la sua infanzia a Parigi; era figlio di Albert de Pawlowski, ingegnere della Compagnia dell'Ovest, e di Valérie de Tryon-Montalembert. 
Studiò al Liceo Condorcet di Parigi e si laureò nel 1901 alla Scuola Libera di Scienze Politiche (l'attuale Scienze Politiche) con una tesi dal titolo Filosofia del lavoro.
Nella giovinezza frequentò l'ambiente artistico che ruotava intorno a Montmartre insieme agli amici Georges Bottini e Fabien Launay, entrambi giovani artisti ormai dimenticati.
Grande appassionato di sport e subito colpito dalla moda nascente del ciclismo, Pawlowski fu tra i fondatori dell'Union vélocyclopédique de France e membro del Touring Club di Francia (fondato nel 1890). Fin dal 1894 scrisse articoli sul ciclismo su varie riviste, tra cui Le sport, L'auto-vélo, il Paris-vélo.
Fu inoltre direttore di Comœdia, L'opinion e il Vélo, e scrisse su Le Canard enchaîné.
Alla bicicletta regalò il sistema di frenaggio a guaina (Bowden), ancora oggi in uso sulle biciclette con freni a tamburo.
Visionario, seppe intuire i cambiamenti in corso, e scrisse ironici affondi al fanatico ottimismo della scienza, pur essendo egli stesso attento a tutte le novità. Un esempio della sua personalità modernista e umoristica è dato dal dibattito che portò avanti tra il 1907 e il 1914 su Comœdia, in cui diede vita a una riuscita critica drammatica e scientifica.

## Il successo delViaggio nel paese della quarta dimensione(1912)
La sua opera più famosa resta il Viaggio nel paese della quarta dimensione, datato 1912, romanzo scientifico o di proto-fantascienza in cui esplorò il nuovo tema letterario della quarta dimensione, che nei primi del Novecento suscitava interessati dibattiti ed era argomento sia da salotto e che da intellettuali. 
Le scoperte scientifiche relativizzavano il mondo e i nuovi mezzi di trasporto facevano riflettere sulla velocità, sullo spazio e sul tempo.
Il tema della quarta dimensione era stato inaugurato da Charles Howard Hinton nel 1882 con il saggio Che cos'è la quarta dimensione?, in cui veniva esposta l'idea che il tempo e lo spazio siano soltanto illusioni causate dalla visione del mondo a tre dimensioni. Altri contributi letterari al tema vennero da Edwin A. Abbott (1838 - 1926), di cui Pawlowski conosceva probabilmente l'opera Flatlandia. Racconto fantastico a più dimensioni.

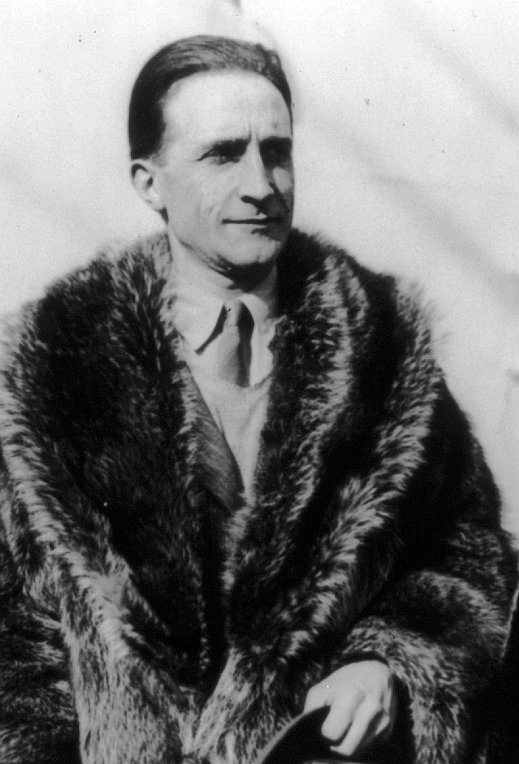
Marcel Duchamp.

Il Viaggio nel paese della quarta dimensione ebbe un successo strepitoso; tra i suoi estimatori ci fu Marcel Duchamp, e secondo la tesi argomentata da Jean Clair il Viaggio di Pawlowski ebbe una grande influenza sull'artista per la progettazione del Grande vetro. Marcel Duchamp a questo proposito confessò: "Ciò che ci interessava, in quel periodo, era la quarta dimensione", e sull'opera di Pawlowski in particolare:
(MARCEL DUCHAMP)
Nel romanzo di Pawlowski, il narratore racconta i suoi viaggi nel futuro che gli sono resi possibili dalla quarta dimensione, una sorta di stato trascendentale in cui tempo e spazio perdono di significato, diventando un'unica dimensione in cui tutto è compresente. Nei suoi viaggi istantanei, quasi dei sogni ad occhi aperti, attraversa e descrive tre grandi epoche storiche, di cui dà poi conto nel dettaglio:
- l'età del Leviatano, buio periodo in cui gli uomini cedono alla regola del minimo sforzo e accettano di diventare cellule differenziate tra loro solo per la loro funzione (quasi una premonizione di ciò che accadrà negli anni seguenti);
- l'epoca dello Scienziato Assoluto, una sorta di dittatura della scienza in cui si arriva a sostituire il cervello degli uomini con il bismuto,
- e infine l'epoca dell'Uccello d'Oro, in riferimento ad un periodo di utopia in cui tutti viaggiano nella quarta dimensione.

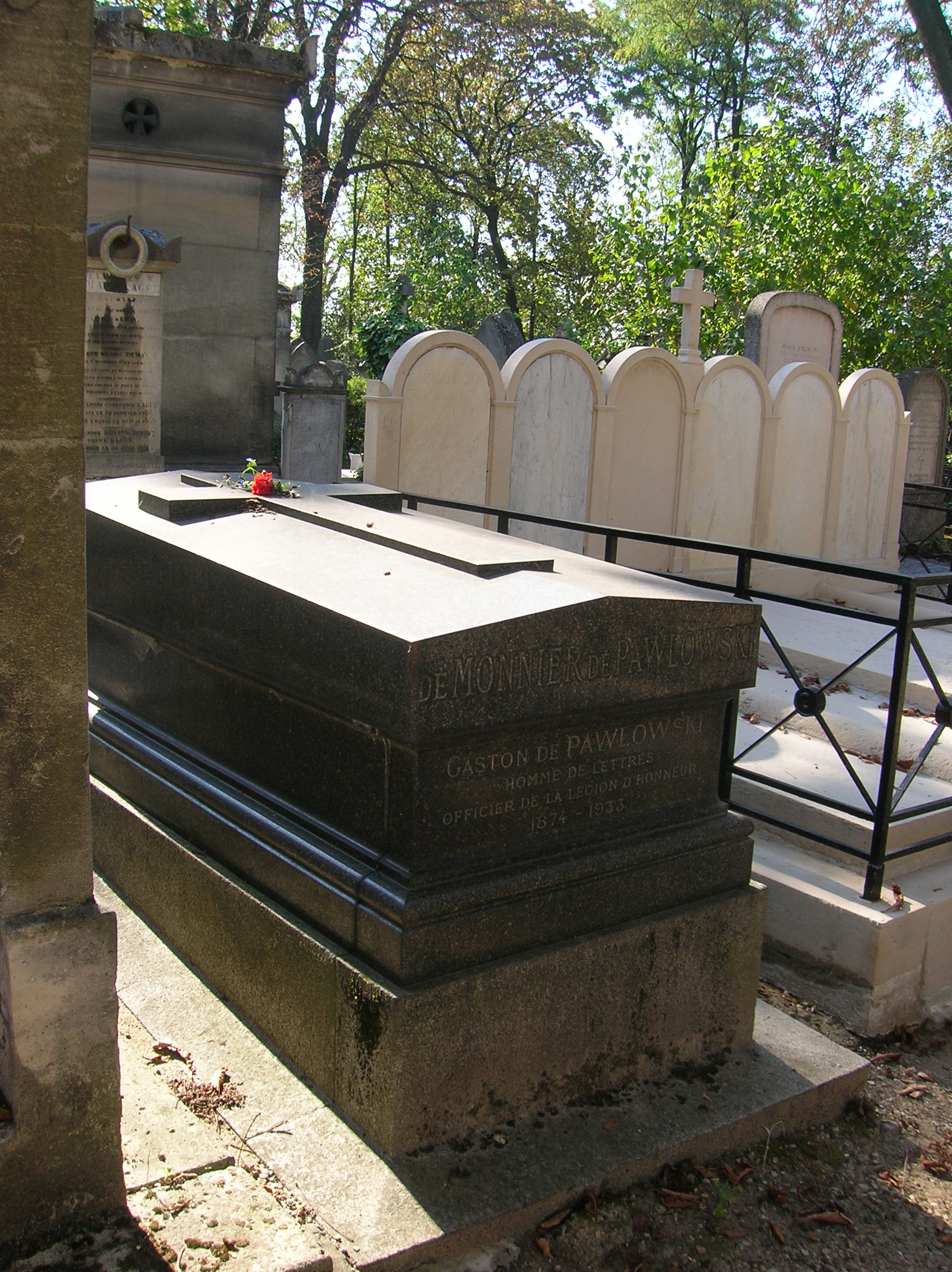
La tomba di de Pawlowski al cimitero di Père-Lachaise.

Gaston de Pawlowski sviluppò qui, senza per forza chiamarli come faremmo oggi, molti temi di science-fiction diventati ormai classici: per esempio, gli androidi, la riproduzione artificiale, la biomeccanica, la dittatura della scienza. 
Alcuni riferimenti nel libro, così come nelle altre sue opere, sembrano preconizzare invenzioni realizzatesi a distanza di decenni o anticipare problemi etici attuali, come nel capitolo delle Piante industriali, piante modificate tecnologicamente che migliorano le loro prestazioni ma diventano capricciose e carnivore.
Oltre al suo aspetto precursore, questo libro è un miscuglio inedito di fantastico e di fantascienza, di humour, di notizie e di romanzo, di riflessioni metafisiche, alchemiche e mistiche. La scrittura è poco narrativa e restituisce un ampio affresco sulla storia dell'umanità, sulla natura, sull'universo, descritto con tutta la passione di uno scienziato armato di umorismo.
Dopo la guerra, nel 1923 Pawlowski ripubblicò il Viaggio nel paese della quarta dimensione, snellendo la parte teorica del romanzo e facendola confluire nei Saggi critici ad esso allegati, saggi che rappresentano una introduzione teorica del romanzo vero e proprio.
Seppure prima della guerra sembrasse aver intuito quelli che sarebbero stati i successivi sviluppi storico politici, dopo la guerra il mondo era profondamente cambiato, e Pawlowski non riuscì a rinnovare il suo spirito umoristico e ad adattare le sue qualità di scrittore ai tempi nuovi. Probabilmente per questo, e anche perché il resto della sua produzione letteraria è comunque minore, a parte qualche sporadica ristampa del Viaggio e di una selezione delle Invenzioni Gaston de Pawlowski cadde nell'oblio.

## Altre opere

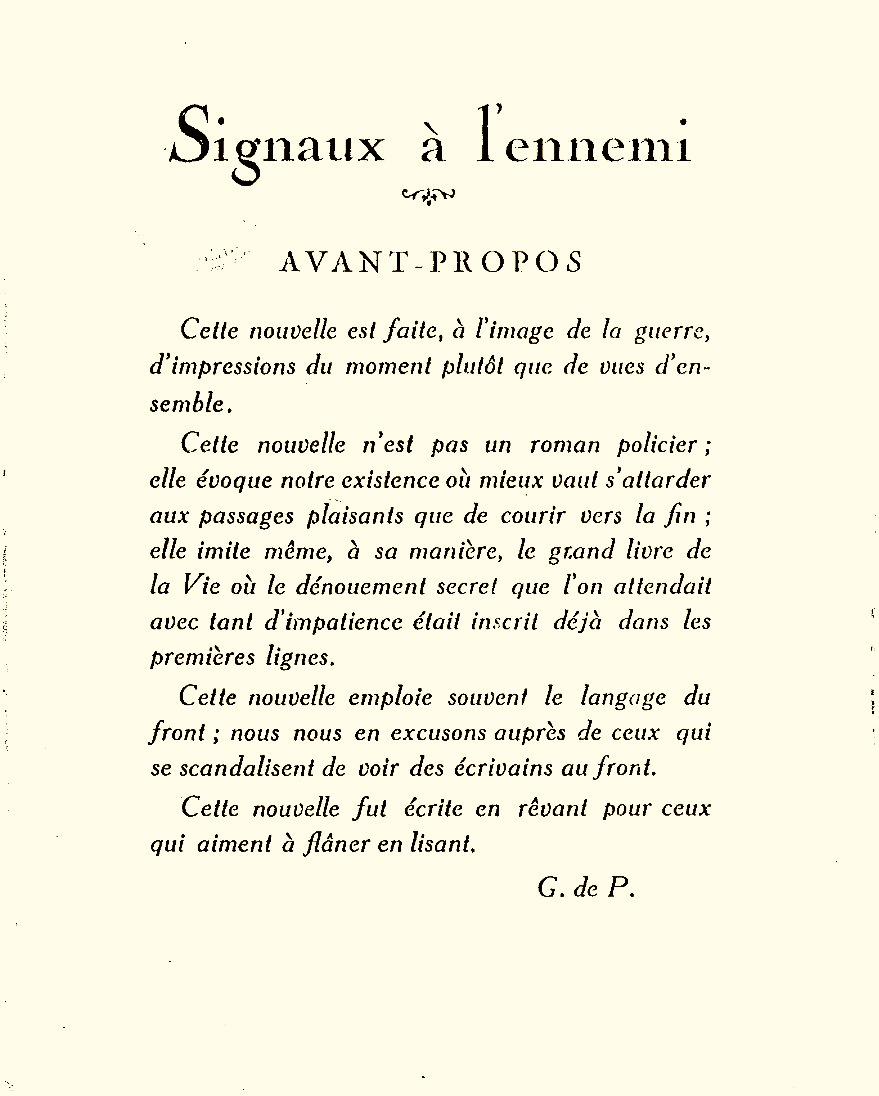
Prefazione a Signaux à l'ennemi

Seppure uscì una raccolta ragionata dei suoi articoli, ancora non si dispone di una monografia completa su Pawlowski, e non è ancora stata studiata la potenzialità dei suoi testi per un'indagine antropologica della mentalità d'inizio secolo: delle invenzioni, emblematiche e mitiche, nell'accezione di Barthes, e degli spunti scientifici del Viaggio per svelare desideri, paure, pregiudizi e sogni di inizio secolo.

### Le nuove invenzioni e le ultime novità(1916)
Questo libro è una caricatura smaliziata degli abusi del metodo scientifico, illustrati con molti esempi inventati suddivisi per argomento. Le nuove invenzioni riguarda sia gli inizi della società dei consumi e del superfluo che lo scientismo. La postfazione a questo libro riassume la posizione di Pawlowski: «Smontiamo e classifichiamo con metodo tutti gli ingranaggi del nostro orologio. Sarebbe stupefacente se alla fine del processo non sapessimo che ora sia.» Le nuove invenzioni sono state stampate in lingua italiana nel 2015 da Stampa Alternativa, a cura di Antonio Castronuovo.
In quest'opera si trovano invenzioni sorprendenti, ad esempio:
- il metro tascabile che misura soltanto 10 cm
- la vasca da bagno ad entrata laterale
- l'innovativo boomerang francese che, “per prevenire ogni rischio d'incidente, non ritorna indietro„
- le banconote ignifughe
- le impronte digitali modellabili[8]
- e altre facezie d'antan.

Gaston de Pawlowski si dimostrò un precursore — ma tramite le parole e non con l'immagine — del disegnatore Jacques Carelman.

### IPaesaggi animati(1918 ca.)
Tra paesaggi urbani e sensazioni nuove, Gaston de Pawlowski descrisse la modernità che vedeva dispiegarsi di fronte a lui in questo libro composto da ventisei brevi testi, ed offrì una visione laterale sul mondo di inizio Novecento in profonda trasformazione al contempo poetica e beffarda.
Nel capitolo Il viaggio sconosciuto, che racconta il primo viaggio in treno del narratore, l'ironia si alterna alla ferocia nel descrivere il nascente turismo balneare. 
La narrazione degli ambienti artistici in Al salone, esposta in tre ritratti (Il dilettante ricco, Il dilettante illuminato ed Apoplessia) resta di una sferzante attualità. In quei tempi di fiere, esposizioni di arti diverse e variegate, si poteva essere sicuri di incontrare quei personaggi descritti da Pawlowki.

## Opere
- (IT) Antonio Castronuovo (a cura di), Nuove invenzioni e ultime novità, Viterbo, Stampa Alternativa, 2015, ISBN 9788862224697.
- (FR) Philosophie du travail: essai sur les causes et les fins individuelles de l'activité sociale de l'homme, sur les notions qualitatives de loisir et de valeur, pour servir d'introduction méthodique à une étude scientifique des conventions sociales et plus particulièrement du droit à l'existence et du droit de propriété, Faculté de droit et des sciences économiques de l'Université de Paris, Éd. V. Giard et E. Brière, 1901
- (FR) Sociologie nationale. Une définition de l'Etat, Éd. V. Giard et E. Brière, 1897
- (FR) Dans les rides du front, Parigi, La Renaissance du livre, 1917
- (FR) On se moque de nous, 1898
- (FR) Polochon. Paysages animés, illustrazioni di Manfredini, Parigi, La Renaissance du livre, Collezione "In extenso" ; N° 75, circa 1918
- (FR) Voyage au pays de la quatrième dimension, Parigi, Fasquelle, 1912
- (FR) Conversations avec Cyrano, [S. l.], estratto da "Cyrano", 16 settembre 1927-2 novembre 1930
- (FR) Inventions nouvelles et dernières nouveautés, Parigi, Ed. Fasquelle, 1916
- (FR) Le jeune homme d'apparence chétive et la femme d'une grande beauté
- (FR) Aristote à Paris
- (FR) Un grand révolté. Ressuscitons Cyrano!, s.l., estratto da "Cyrano", 22 giugno 1924
- (FR) L'horloger de Brooklyn
- (FR) Contes singuliers, Collezione "In extenso". N° 107, Parigi, la Renaissance du livre, 1918
- (FR) Nous étions trois amis intîmes qui avions vingt ans aux alentours de 1897, Bottini, Launay et moi..., racconto autobiografico in Plein Chant nº 80, Bassac, novembre 2005. Informations sur La Vie d'artiste
- (FR) Alfredo Pina, Parigi, J. Allard, 1929
- (FR) Les Dernières inventions de M. de Pawlowski, estratti di Inventions nouvelles et dernières nouveautés, postfazione di François Caradec, Parigi, Balland, 1973
- (FR) Paysages animés, prefazione di Éric Walbecq e Jacques Damade, Parigi, Éd. la Bibliothèque, 2003 ISBN 2-909688-29-1
- (FR) Recueil factice d'articles de presse de et sur Gaston de Pawlowski, 1912-1931, S. l. n. d.
- (FR) Signaux à l'ennemi, illustrazioni di Gus Bofa[9], Parigi, Ed. Fasquelle, 1918
- (FR) Théâtres en plein air, [S. l.], estratto da "Comoedia-illustré", 15 agosto 1909
- (FR) Voyage au pays de la quatrième dimension, Parigi, Denoël, 1962
- (FR) Voyage au pays de la quatrième dimension, introduzione di Jean Clair, Parigi, Éd. Images modernes, 2004, (22ª ed.), ISBN 2-913355-24-2
- (FR) Voyage au pays de la quatrième dimension, disegni di Léonard Sarluis, Paris, Éd. Fasquelle, 1923
- (FR) Voyage au pays de la quatrième dimension suivi de la correspondance inédite de l'éditeur et des lecteurs adressée à l'auteur, a cura di Eric Walbecq, S.l., Ed. L'Autruche guatémaltèque, 2002
- (FR) Voyage au pays de la quatrième dimension, illustrazioni di Jean Tauriac, Bruxelles, Éditions La Boétie, 1945
- (FR) Inventions nouvelles et dernières nouveautés, prefazione di Eric Walbecq, Éd. Finitude, 2009, ISBN 978-2-912667-64-9
- (EN)  Journey to the Land of the Fourth Dimension, introduction and notes by Brian Stableford, Black Coat Press, United States, 2009. ISBN 1-934543-37-3

### Prefazioni e commenti
- (FR)  Henry Decoin, Jeph, le roman d'un as, prefazione di G. de Pawlowski, Parigi, l'Édition française illustrée, 1917
- (FR)  André Warnod, Le Vieux Montmartre..., prefazione di G. de Pawlowski, Parigi, 1913
- (FR)  Léon Ruth, Jeux de scène, Prefazione de Simone. Commenti di Henry Bidou, Lucien Dubech, Robert Kemp et G. de Pawlowski, Parigi, Le Cercle du livre, 1954